# Gnathophyllum americanum
Espèce
Synonymes
- Gnathophyllum fasciolatum Stimpson, 1860[1]
- Gnathophyllum minuscularium Armstrong, 1940[1]
- Gnathophyllum pallidum Ortmann, 1890[1]
- Gnathophyllum tridens Nobili, 1906[1]
- Gnathophyllum zebra Richters, 1880[1]

Gnathophyllum americanum est une espèce de crevettes marines de la famille des Gnathophyllidae.

## Habitat et répartition
Cette crevette est une espèce présente en milieu récifal, à une profondeur de 1 mètre à 50 mètres. Elle se trouve dans les eaux subtropicales et polaires, de l'Indo-Pacifique, de l'ouest Atlantique jusqu'en Arctique. 